# Al Green (politico)
Alexander N. Green, detto Al (New Orleans, 1º settembre 1947), è un politico statunitense, membro della Camera dei Rappresentanti per lo stato del Texas dal 2005.

## Biografia
Originario della Louisiana, Green studiò alla Tuskegee University e divenne un avvocato. Oltre ad aver ricoperto il ruolo di presidente della NAACP di Houston, Green lavorò per 26 anni come giudice di pace nella contea di Harris.
Nel 1981 cercò di farsi eleggere a sindaco di Houston, ma arrivò quinto nelle primarie.
Nel 2004, per via del riapporzionamento dei distretti congressuali del Texas, il venticinquesimo distretto confluì nel nono. Il rappresentante del venticinquesimo distretto era un democratico, Chris Bell, in carica solo da due anni. Sebbene anche il nono distretto fosse largamente democratico, esso era composto prevalentemente da elettori ispanici e afroamericani: Bell quindi rischiava fortemente di non essere riconfermato se il suo avversario fosse stato un ispanico o un afroamericano.
Infatti Green si candidò contro di lui nelle primarie e lo sconfisse con il 66% dei voti contro il suo 31%. Nelle elezioni generali poi Green batté l'avversaria repubblicana con il 72% delle preferenze.
Da quando è stato eletto al Congresso, Green si occupa soprattutto della tutela delle minoranze etniche e sociali.